# 1726
| 1726                        |
| --------------------------- |
| Dødsfald - Fødsler          |
| • Begivenheder • Litteratur |

| Gregoriansk kalender | 1726 MDCCXXVI           |
| Ab urbe condita      | 2479                    |
| Armensk kalender     | 1175 ԹՎ ՌՃՀԵ            |
| Kinesiske kalender   | 4422 – 4423 乙巳 – 丙午 |
| Etiopisk kalender    | 1718 – 1719             |
| Jødisk kalender      | 5486 – 5487             |
| Hindukalendere       |                         |
| - Vikram Samvat      | 1781 – 1782             |
| - Shaka Samvat       | 1648 – 1649             |
| - Kali Yuga          | 4827 – 4828             |
| Iransk kalender      | 1104 – 1105             |
| Islamisk kalender    | 1139 – 1140             |

Konge i Danmark: Frederik 4. 1699-1730
Se også 1726 (tal)

## Begivenheder
- 1. juni - København får eneret i Danmark på import af de 4 vigtigste importvarer - salt, vin, tobak og cognac (dog kunne Ålborg også importere salt) for at stimulere indenrigsskibsfarten og komme de omfattende smuglerier til livs
- 27. juni – Storbrand ødelægger Viborg Domkirke, kun murene og hvælvingen står tilbage
- Jonathan Swift udgiver Gullivers rejser.

## Født
- 24. august – Peter Cramer, dansk maler (død 1782).
- 7. september – François-André Danican Philidor, fransk skakspiller og komponist.